# Chant XI de l'Enfer
Le Chant XI de l'Enfer est le douzième chant de l'Enfer de la Divine Comédie du poète florentin Dante Alighieri. Il se déroule sur le bord du sixième cercle, à savoir ou sont punis les hérétiques ; nous sommes à l'aube du 9 avril 1300 (samedi saint), ou selon d'autres commentateurs du 26 mars 1300.

## Thèmes et contenus
Ce Chant, le plus court de  la Divine Comédie, est un Chant doctrinal expliquant la hiérarchie des péchés et leur dislocation en Enfer.

### La Tombe du pape Anastase: versets 1-15
Dante et Virgile sont sortis du cercle des hérétiques pour entrer dans le suivant. Au début du nouveau Chant, les deux poètes arrivent à l'abîme infernal et l'odeur lourde et nauséabonde est si forte qu'ils reculent immédiatement d'horreur. Cette odeur peut être comprise comme celle du cercle suivant, où la rivière Phlégéthon suinte le sang, ou, dans un sens plus général, la puanteur de l'enfer inférieur, où les pires péchés sont punis. En général, et aussi parce que Dante parle de l'abîme, la deuxième hypothèse est considérée comme la plus plausible.
Les deux poètes s'approchent alors d'une tombe, où Dante voit la pierre tombale sur laquelle on peut lire :.
« Anastasio papa guardo,
lo qual trasse Fotin de la via dritta. »
— Dante, Enfer - Chant XI,versets 8-9

« Pape Anastase garde
ce qui a fait sortir Fotin du droit chemin. »
— Enfer - Chant XI,versets 8-9
C'est-à-dire : « Je garde le pape Anastase, égaré par Photinus de Myrmisius ». La présence du pape hérétique est simplement encadrée.
Dans sa condamnation, Dante suit le Liber pontificalis, qui donne une biographie sommaire du pontife, soulignant qu'il a voulu s'entendre avec les hérétiques monophysites (notamment avec le diacre Photin) sans l'avis des évêques et autres religieux de la curie, et en restant isolé. Dieu l'aurait alors « battu », lui faisant évacuer ses intestins. Il importe peu, dans le commentaire du passage de Dante, que la figure de ce pape ait été réévaluée par la suite et que le passage du Liber Pontificalis ait été déclaré fallacieux : il n'est intéressant ici que de noter qu'au Moyen Âge, la fiabilité du Liber était considérable et n'était pas remise en question.
Virgile dit alors à Dante qu'il vaut mieux attendre un peu pour que le nez s'habitue à l'odeur, afin qu'il n'y prête plus attention.

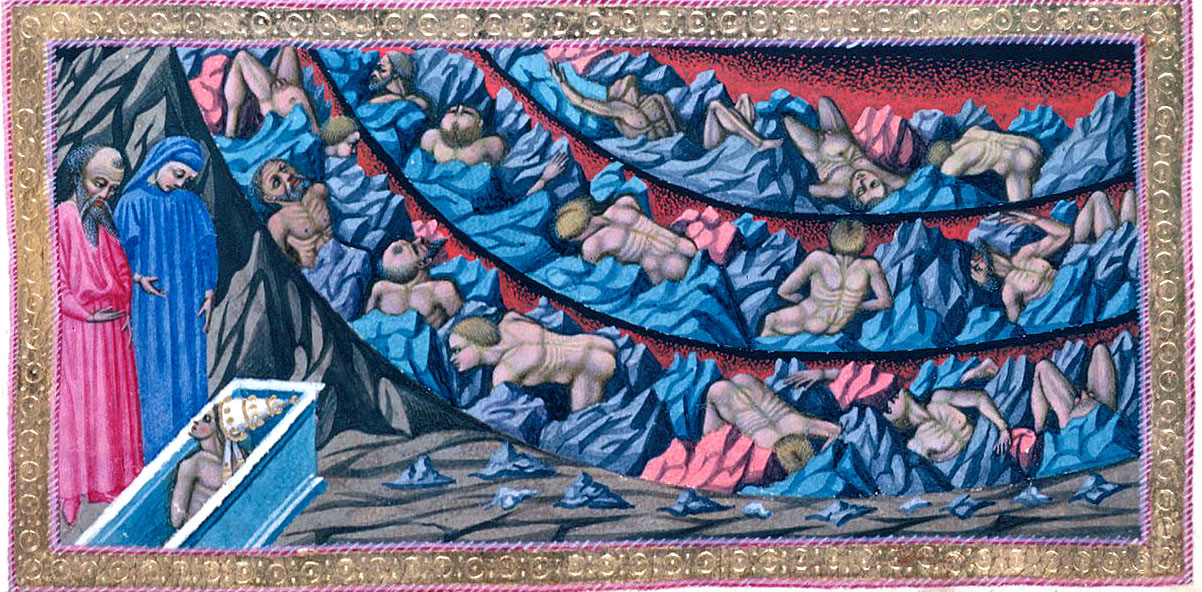
Illustration du par Priamo della Quercia.

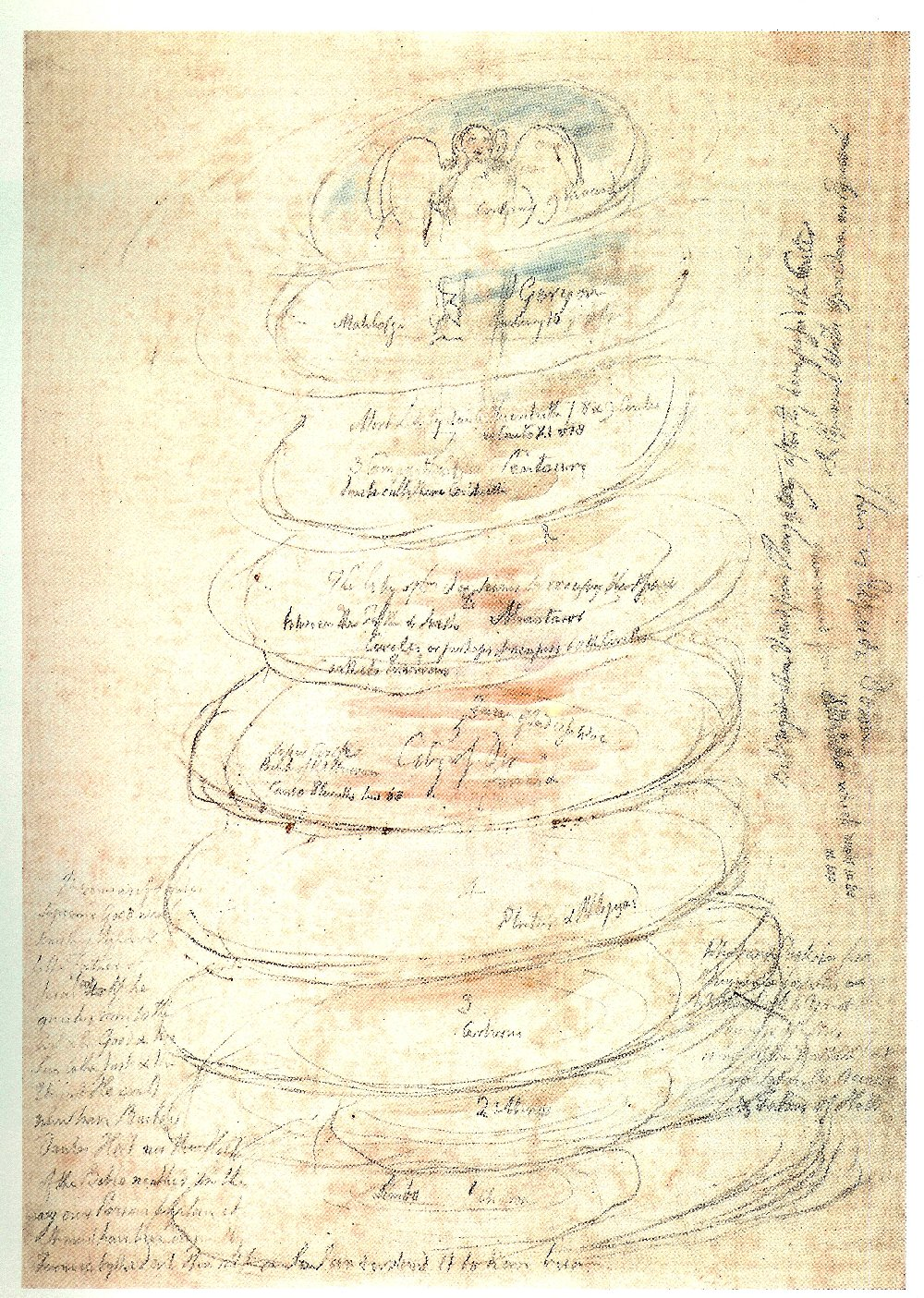
Le schéma de l'Enfer, illustration de William Blake.

### Ordre et répartition des Damnés en Enfer: versets 16-90
C'est Dante qui propose à Virgile de dire quelque chose d'intéressant pendant qu'il attend et le maître, qui y pensait déjà, commence à lui parler des trois derniers cercles afin que, lorsqu'ils descendront, Dante n'ait qu'à y jeter un coup d'œil pour comprendre le châtiment et les damnés, sans avoir à s'étendre longuement sur les explications. Le discours s'étendra à l'ensemble de l'enfer, y compris les cercles déjà visités.
Virgile commence à parler des péchés de méchanceté, ceux qui sont punis entre les murs de Dite, et dit qu'ils ont tous pour conséquence l'« insulte » des autres. Cette injure peut être obtenue par la fraude ou la force, la première étant plus grave que la seconde et donc punie plus bas. Le cercle suivant est occupé par les violents : par ordre de gravité
1. Violent envers les autres et les substances des autres (tyrans, meurtriers, voleurs, maraudeurs...)
2. Violent envers soi-même et sa substance (suicides et dilapidateurs)
3. Violents contre Dieu et la nature (blasphémateurs, sodomites et usuriers)

Pour chacun des trois péchés, il existe un sous-giron, dans lequel les différentes catégories sont punies à des degrés différents ou avec des châtiments différents. Les sodomites sont désignés comme des habitants de Sodome, et les usuriers comme des habitants de Cahors (« Caorsa »), à l'époque synonyme de ville des usuriers.
À partir du verset 52, le traitement des péchés liés à la fraude commence. Une première distinction concerne la fraude contre le prochain, qui par nature n'est pas digne de confiance. Dante énumère huit des dix péchés punis dans le cercle des fraudeurs, divisé en Malebolge) et la fraude contre ceux qui ont confiance, c'est-à-dire les trahisons réelles, qui brisent non seulement le lien naturel d'entraide entre les êtres humains, comme les fraudeurs, mais aussi celui de confiance particulière (entre parents, amis, compatriotes...), car c'est le péché le plus grave qui est puni dans le plus petit cercle où siège Dite, c'est-à-dire Lucifer.
À ce stade, Dante demande pourquoi les pécheurs des tours précédents (énumérés en fonction de leur châtiment) ne sont pas punis à l'intérieur de la ville, peut-être parce qu'ils ne tombent pas sous le coup de la colère divine ? La réponse de Virgile est plutôt brusque : « pourquoi t'éloignes-tu de la route principale (delira lo 'ngegno tuo) ? Ou peut-être suivez-vous d'autres doctrines [hérétiques] ? Ne te souviens-tu pas que, dans ton Éthique d'Aristote, les péchés sont divisés en trois dispositions que le ciel interdit, à savoir l'incontinence, la malice et la bestialité folle ? Et ne te souviens-tu pas que l'incontinence est jugée moins grave que les autres ? Si vous gardez cela à l'esprit, vous comprendrez pourquoi la vengeance divine les frappe moins » (paraphrase des versets 76-90).
Si la malice et l'incontinence ne font aucun doute, le sens de la bestialité folle est plus vague et sujet à controverse. Pour certains, elle indique la violence (alors que la malice n'indiquerait alors que la fraude), d'autres l'indiquent comme une hérésie, non indiquée ailleurs, qui n'existait pourtant pas comme péché dans l'éthique.
En revanche, les péchés des ignorants, des âmes des limbes et, selon certaines interprétations, des hérétiques resteraient exclus : les pécheurs en question font partie de l'« Antinferno » ou des cercles qui se trouvent au seuil d'une partie de l'enfer (enfer supérieur et inférieur), et peut-être Dante les a-t-il délibérément exclus de la liste, en tant que péchés non actifs, dont la négativité résiderait dans le « ne pas avoir fait  ».

### Considérations sur l'Usure: versets 91-115
Dante remercie chaleureusement son maître, mais demande des explications supplémentaires sur le péché d'usure. Virgile cite ensuite la philosophie d'Aristote où il est indiqué, pour ceux qui la comprennent, comment la nature prend son cours à partir de l'intellect divin et de ses œuvres (l'« idée » et l'« action »). De même, dans la Physique, toujours d'Aristote, il est expliqué vers le début comment le travail humain est également conforme au modèle divin : l'enrichissement personnel doit donc procéder du travail humain ou de la créativité de l'intellect, comme il est également écrit au début de la Genèse, toute autre voie, y compris précisément celle de faire de l'argent à partir de l'argent lui-même, est contre nature et offense Dieu.
Il est donc clair qu'au Moyen Âge, l'« usure » était considérée comme toute activité bancaire, et non comme un prêt à des taux exorbitants comme nous l'entendons desormais.
Le moment est alors venu de passer à autre chose et Virgile laisse une indication temporelle : les Poissons sortent de l'horizon et le Chariot  se trouve dans la région du Chorus ( Mistral), c'est-à-dire au nord-ouest. Les Poissons sont la dernière constellation à se lever avant le soleil, qui se lève avec le Bélier, donc deux heures avant le lever du soleil, soit quatre heures du matin. Le passage pour descendre est un peu plus loin (il balzo vi là oltra dismonta) donc Virgile implique qu'il serait bon de se dépêcher.